# Acacia islana
Acacia islana är en ärtväxtart som beskrevs av Leslie Pedley. Acacia islana ingår i släktet akacior, och familjen ärtväxter. Inga underarter finns listade i Catalogue of Life.